# Соболево (Солигаличский район)
Соболево — деревня в Солигаличском районе Костромской области. Входит в состав Солигаличского сельского поселения

## География
Находится в северо-западной части Костромской области на расстоянии приблизительно 25 км на север-северо-запад по прямой от города Солигалич, административного центра района.

## История
В XIX веке деревня входила сначала в Тотемский уезд Вологодской губернии, а потом в Солигаличский уезд Костромской губернии. В 1859 году здесь было отмечено 14 дворов, в 1907 году—24. До 2018 года входила в состав Васильевского сельского поселения до его упразднения.

## Население
Постоянное население составляло 73 человека (1859 год), 166 (1897), 166 (1907), 6 в 2002 году (русские 100 %), 0 в 2022.